# Скрипачёва, Александра Яковлевна
Алекса́ндра Я́ковлевна Скрипачёва (1892, Тверская губерния — 28 октября 1986, Бежецк) — звеньевая колхоза «Парижская Коммуна» Бежецкого района Калининской области, Герой Социалистического Труда (1948).

## Биография
Родилась в 1892 года в деревне Корницы в семье крестьян.
После замужества проживала в деревне Прозорово.
До создания колхоза в 1930 году работала по найму у зажиточных крестьян как работница и нянька малолетних детей.
С образованием коммуны, а затем колхоза «Парижская коммуна» Алабузинского сельсовета, активно участвовала в их деятельности.
В 1936 г. возглавила полеводческое звено по выращиванию технической культуры — льна-долгунца.
В свей работе Александра Яковлевна широко использовала передовые на то время методы агротехники и добивалась высоких урожаев. Была награждена знаком «Отличник социалистического сельского хозяйства».
В 1942 году на фронте был убит её сын Скрипачёв Александр Петрович
В 1943 году на фронте был убит её сын Скрипачёв Илья Петрович.
По итогам работы в 1947 году звено А. Я. Скрипачёвой добилось урожайности льна-долгунца 10,43 центнера с гектара и семян 5,1 центнера с гектара, что в несколько раз выше средней урожайности этой культуры в СССР.
Указом Президиума Верховного Совета СССР от 6 апреля 1948 года за получение высоких урожаев ржи, волокна и семян льна-долгунца в 1947 году Скрипачёвой Александре Яковлевне было присвоено звание Героя Социалистического Труда с вручением ордена Ленина и золотой медали «Серп и Молот».
В последующие годы звено А. Я. Скрипачёвой продолжало получать высокие урожаи льна. За достигнутые успехи в 1948 году она была награждена вторым орденом Ленина, а по результатам работы за 1949 год — орденом Трудового Красного Знамени.
В 1954 году была опубликована ее брошюра «За высокое качество льняного волокна», в которой она делится опытом получения высоких урожаев.
Избиралась депутатом Калининского областного Совета.
Последние годы жизни провела в г. Бежецке.
Скончалась 28 октября 1986 года.